# Litér

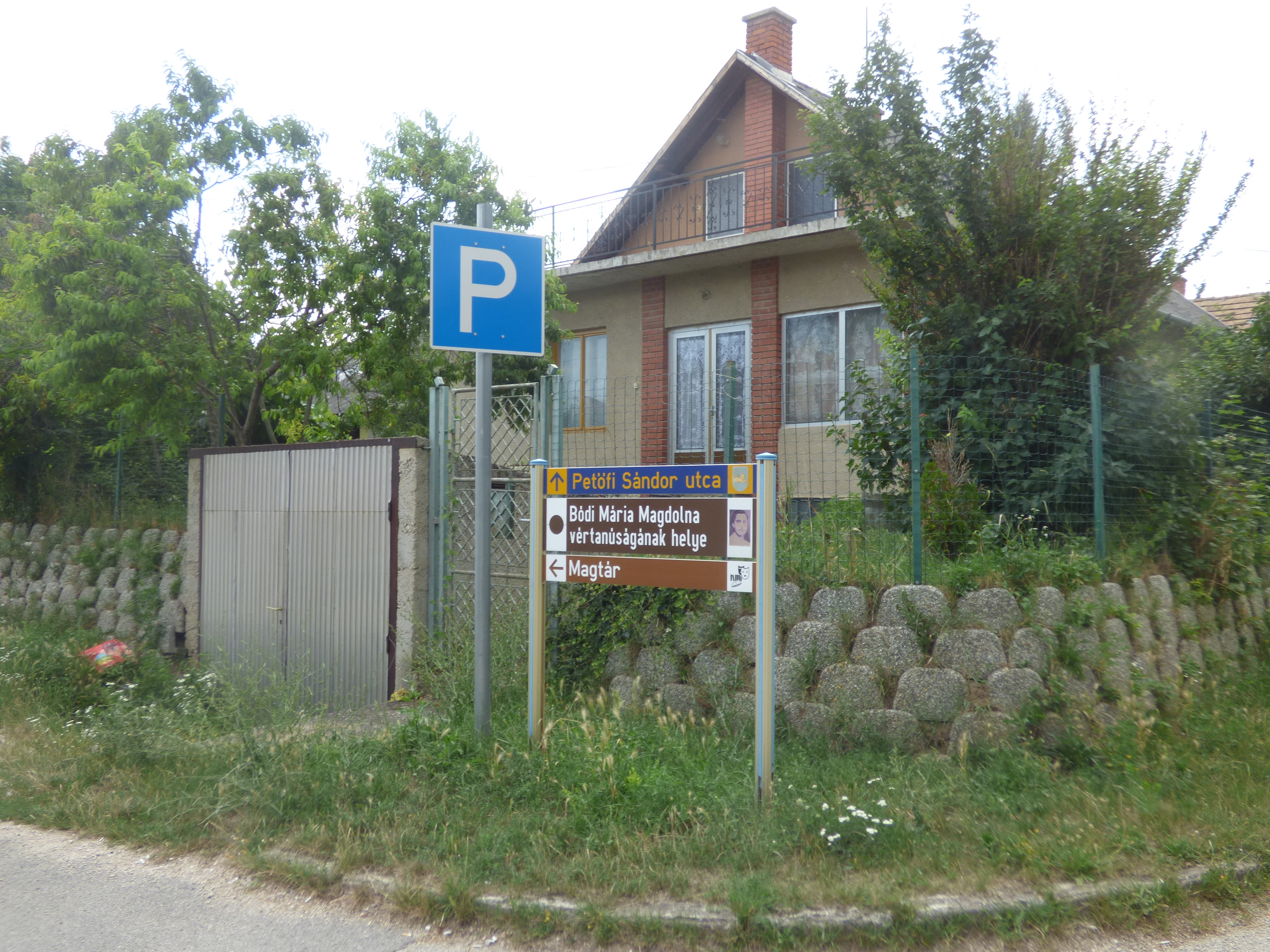
Vägen till byns sevärdheter.

Litér är ett samhälle i provinsen Veszprém i Ungern. Litér ligger i distriktet Balatonalmádi och har en area på 12,83 km². År 2020 hade Litér totalt 2 204 invånare.